# 新行政首都スタジアム
ミスルスタジアム (アラビア語：ستاد مصر、原義は「エジプトスタジアム」） 、通称新行政首都スタジアム（しんぎょうせいしゅとスタジアム）は、エジプト・新行政首都のオリンピックスポーツシティ街区にあるスタジアムである。収容人数は93,900人超で、同国では最大、アフリカでも第2位の大きさを誇るスタジアムである。
このスタジアムは、2015年より建設が進められてきた巨大なスポーツ複合施設であるエジプト国際オリンピックシティの一角をなしている。スタジアムにはトレーニンググラウンドや2棟の屋内ホール（うち1つは15000人収容のアリーナ）、オリンピックサイズプールなどの施設があり、オリンピックやFIFAワールドカップの招致を視野に建設が進められている。

## 沿革
当該スタジアムは2019に、大規模なオリンピックスポーツ複合競技場の一環として建設が始まった。設計はイタリアのSHESAアーキテクツとMJWストラクチャーズが担当し、Cosmos-E社の技師、およびコンサルタントとパートナーシップを組んだ。主たる建設業者はオラスコム・コンストラクションで、設計審査と施工監理はACEコンサルティング・エンジニアズ が、施工および事業管理はEAAFがそれぞれ担当した。
スタジアムは2023年末に完成し、アフリカネイションズカップ2023を控えたサッカーエジプト代表のトレーニングキャンプが行われた。2024年3月22日に行なわれたエジプト対ニュージーランドの親善試合は新行政首都スタジアムで初となる試合であり、エジプト代表が1-0で勝利した。 

## 設計・意匠
新行政首都スタジアムは楕円形状を呈した敷地に建てられている。スタジアムの屋根は古代エジプトの女王ネフェルティティの頭飾り、および王家のネックレスをモチーフにしている。スタジアムには陸上トラックが設置されている。

## 試合
前述のように、新行政首都スタジアム初となる試合は2024年3月22日に行なわれたエジプト代表対ニュージーランド代表であったが、これは2024 FIFAシリーズ第1戦に含まれる2024年ACUDカップの開幕戦として開催されたものである。
| エジプト                         | 1–0      | ニュージーランド |
| -------------------------------- | -------- | ---------------- |
| モスタファ・モハメド 29分 (pen.) | レポート |                  |

| エジプト                                               | 2–4      | クロアチア                                                                                                |
| ------------------------------------------------------ | -------- | --- |
| ラーミー・ラビーア 6分 モハメド・アブデルモネム 90+4分 | レポート | ニコラ・ヴラシッチ 21分 ブルーノ・ペトコヴィッチ 57分 アンドレイ・クラマリッチ 77分 ロヴロ・マイェル 86分 |